# 皮德蓋涅 (伊萬基夫區)
50°50′36″N 29°39′42″E / 50.84333°N 29.66167°E
皮德海內（烏克蘭語：Підгайне）是位於烏克蘭北部的村莊，由基辅州维什霍罗德区的伊萬基夫市鎮負責管轄。該村始建於1300年，面積2.2平方公里，海拔高度139米，2001年人口349，人口密度每平方公里158.6人。